# Draft 2019 de la NFL
2018 2020
La draft NFL 2019 est la 84e draft de la National Football League, permettant aux franchises de football américain de sélectionner des joueurs universitaires éligibles pour y jouer à un niveau professionnel. L'événement a lieu du 25 avril au 27 avril 2019, à Nashville dans l'État du Tennessee.

## Draft
La draft se compose de 7 tours ayant, généralement, chacun 32 choix. L'ordre de sélection est décidé par le classement général des équipes durant la saison précédente, donc l'équipe ayant eu le moins de victoires va sélectionner en premier et ainsi de suite jusqu'au gagnant du Super Bowl. Les équipes peuvent échanger leurs choix de draft, ce qui fait en sorte que l'ordre peut changer.
Les équipes peuvent enfin se voir attribuer des choix compensatoires. Ces choix sont placés en fin de draft et peuvent être échangés comme tout autre choix depuis 2017. Les choix compensatoires sont remis aux équipes ayant perdu plus de joueurs (et de meilleure qualité) qu'ils en ont signés pendant la free agency.
| Abréviation des positions en football américain | Abréviation des positions en football américain | Abréviation des positions en football américain | Abréviation des positions en football américain | Abréviation des positions en football américain    | Abréviation des positions en football américain    | Abréviation des positions en football américain    | Abréviation des positions en football américain    | Abréviation des positions en football américain    | Abréviation des positions en football américain | Abréviation des positions en football américain |                                     |
| ----------------------------------------------- | ----------------------------------------------- | ----------------------------------------------- | ----------------------------------------------- | -------------------------------------------------- | -------------------------------------------------- | -------------------------------------------------- | -------------------------------------------------- | -------------------------------------------------- | ----------------------------------------------- | ----------------------------------------------- | ----------------------------------- |
| C                                               | Center                                          |                                                 | CB                                              | Cornerback                                         |                                                    | DB                                                 | Defensive back                                     |                                                    | DE                                              | Defensive end                                   |                                     |
| DL                                              | Defensive lineman                               | DT                                              | Defensive tackle                                | FB                                                 | Fullback                                           | FS                                                 | Free safety                                        |                                                    |                                                 |                                                 |                                     |
| G                                               | Guard                                           | HB                                              | Halfback                                        | K                                                  | Kicker                                             | KR                                                 | Kick returner                                      |                                                    |                                                 |                                                 |                                     |
| LB                                              | Linebacker                                      | LS                                              | Long snapper                                    | OT                                                 | Offensive tackle                                   | OL                                                 | Offensive lineman                                  |                                                    |                                                 |                                                 |                                     |
| NT                                              | Nose tackle                                     | P                                               | Punter                                          | PR                                                 | Punt returner                                      | QB                                                 | Quarterback                                        |                                                    |                                                 |                                                 |                                     |
| RB                                              | Running back                                    | S                                               | Safety                                          | SS                                                 | Strong safety                                      | TB                                                 | Tailback                                           |                                                    |                                                 |                                                 |                                     |
| TE                                              | Tight end                                       | WR                                              | Wide receiver                                   | Article détaillé : Position (football américain) . | Article détaillé : Position (football américain) . | Article détaillé : Position (football américain) . | Article détaillé : Position (football américain) . | Article détaillé : Position (football américain) . |                                                 |                                                 |                                     |
| Légende                                         |                                                 |                                                 |                                                 |                                                    |                                                    |                                                    |                                                    |                                                    |                                                 |                                                 |                                     |
| °                                               | Intronisé au Pro Football Hall of fame          | Intronisé au Pro Football Hall of fame          | Intronisé au Pro Football Hall of fame          | Intronisé au Pro Football Hall of fame             |                                                    | †                                                  | Joueur sélectionné pour le Pro Bowl                | Joueur sélectionné pour le Pro Bowl                | Joueur sélectionné pour le Pro Bowl             | Joueur sélectionné pour le Pro Bowl             | Joueur sélectionné pour le Pro Bowl |

### 1ertour
| Choix | Équipe                             | Joueur             | Poste | Équipe universitaire             | Notes                                         |
| ----- | ---------------------------------- | ------------------ | ----- | -------------------------------- | --------------------------------------------- |
| 1     | Cardinals de l'Arizona             | Kyler Murray †     | QB    | Sooners de l'Oklahoma            |                                               |
| 2     | 49ers de San Francisco             | Nick Bosa †        | DE    | Buckeyes d'Ohio State            |                                               |
| 3     | Jets de New York                   | Quinnen Williams † | DE    | Crimson Tide de l'Alabama        |                                               |
| 4     | Raiders d'Oakland                  | Clelin Ferrell     | DE    | Tigers de Clemson                |                                               |
| 5     | Buccaneers de Tampa Bay            | Devin White        | LB    | Tigers de LSU                    |                                               |
| 6     | Giants de New York                 | Daniel Jones       | QB    | Blue Devils de Duke              |                                               |
| 7     | Jaguars de Jacksonville            | Josh Allen †       | LB    | Wildcats du Kentucky             |                                               |
| 8     | Lions de Détroit                   | T. J. Hockenson †  | TE    | Hawkeyes de l'Iowa               |                                               |
| 9     | Bills de Buffalo                   | Ed Oliver          | DT    | Cougars de Houston               |                                               |
| 10    | Steelers de Pittsburgh             | Devin Bush         | LB    | Wolverines du Michigan           | Broncos → Steelers,                           |
| 11    | Bengals de Cincinnati              | Jonah Williams     | OT    | Crimson Tide de l'Alabama        |                                               |
| 12    | Packers de Green Bay               | Rashan Gary †      | DE    | Wolverines du Michigan           |                                               |
| 13    | Dolphins de Miami                  | Christian Wilkins  | DT    | Tigers de Clemson                |                                               |
| 14    | Falcons d'Atlanta                  | Chris Lindstrom †  | G     | Eagles de Boston College         |                                               |
| 15    | Redskins de Washington             | Dwayne Haskins     | QB    | Buckeyes d'Ohio State            |                                               |
| 16    | Panthers de la Caroline            | Brian Burns        | LB    | Seminoles de Florida State       |                                               |
| 17    | Giants de New York                 | Dexter Lawrence †  | DT    | Tigers de Clemson                | Browns → Giants,                              |
| 18    | Vikings du Minnesota               | Garrett Bradbury   | C     | Wolfpack de North Carolina State |                                               |
| 19    | Titans du Tennessee                | Jeffery Simmons    | DT    | Bulldogs de Mississippi State    |                                               |
| 20    | Broncos de Denver                  | Noah Fant          | TE    | Hawkeyes de l'Iowa               | Steelers → Broncos,                           |
| 21    | Packers de Green Bay               | Darnell Savage     | S     | Terrapins du Maryland            | Seahawks → Packers,                           |
| 22    | Eagles de Philadelphie             | Andre Dillard      | OT    | Cougars de Washington State      | Ravens → Eagles,                              |
| 23    | Texans de Houston                  | Tytus Howard       | OT    | Hornets d'Alabama State          |                                               |
| 24    | Raiders d'Oakland                  | Josh Jacobs †      | RB    | Crimson Tide de l'Alabama        | Bears → Raiders,                              |
| 25    | Ravens de Baltimore                | Marquise Brown     | WR    | Sooners de l'Oklahoma            | Eagles → Ravens,                              |
| 26    | Redskins de Washington             | Montez Sweat †     | DE    | Bulldogs de Mississippi State    | Colts → Redskins,                             |
| 27    | Raiders d'Oakland                  | Johnathan Abram    | S     | Bulldogs de Mississippi State    | Dallas → Raiders,                             |
| 28    | Chargers de Los Angeles            | Jerry Tillery      | DT    | Fighting Irish de Notre Dame     |                                               |
| 29    | Seahawks de Seattle                | L. J. Collier      | DE    | Horned Frogs de TCU              | Chiefs → Seahawks,                            |
| 30    | Giants de New York                 | Deandre Baker      | CB    | Bulldogs de la Géorgie           | New Orleans → Green Bay → Seahawks, → Giants, |
| 31    | Falcons d'Atlanta                  | Kaleb McGary       | OT    | Huskies de Washington            | Rams → Falcons,                               |
| 32    | Patriots de la Nouvelle-Angleterre | N'Keal Harry       | WR    | Sun Devils d'Arizona State       |                                               |

1. ↑  Colonne réservée aux échanges de choix de draft.
2. 1 2  Les Broncos échangent leur sélection de premier tour (10) avec les Steelers contre la sélection de premier tour (20), de deuxième tour (52) et la sélection de troisième tour 2020 des Steelers.
3. ↑  Les Browns échangent une sélection de premier tour, une sélection de troisième tour précédemment acquise des Patriots, le guard Kevin Zeitler et le safety Jabrill Peppers avec les Giants en échange du wide receiver Odell Beckham Jr. et du defensive end Olivier Vernon.
4. 1 2  Seattle échange sa sélection de premier tour (21) avec Green Bay en échange de la sélection de premier tour (30) et de deux sélections de quatrième tour (114 et 118) des Packers.
5. 1 2  Baltimore échange sa sélection de premier tour (22) avec Philadelphie en échange des sélections de premier tour (25), de quatrième tour (127) et de sixième tour (197) des Eagles.
6. ↑  Les Bears de Chicago ont échangé leurs choix de 1er et 6e tours de la présente draft ainsi que leurs choix de 1er et 3e tours de la draft 2020 contre le linebacker Khalil Mack des Raiders d'Oakland et les choix de 2e et (sous conditions)  5e tour de la draft 2020 de la NFL.
7. ↑  Indianapolis échange son choix de premier tour (26) avec Washington en échange des sélections de deuxième tour 2019 (46) et 2020 des Redskins.
8. ↑  Les Cowboys de Dallas ont échangé leur 1er tour de la présente draft contre le wide receiver Amari Cooper des Raiders d'Oakland.
9. ↑  Kansas City échange ses sélections des premier et troisième tours de 2019 (29 et 92), ainsi qu'une sélection conditionnelle du second tour de 2020 avec Seattle en échange du defensive end Frank Clark et de leur sélection de troisième tour 2019 (84).
10. ↑  Les Saints de La Nouvelle-Orléans ont échangé leur choix de 1er tour de la présente draft (ainsi que leur 27e choix du 1er tour et leur 147e choix du 5e tour de la draft 2018) contre le 18e choix du 1er tour de la draft 2018 des Packers de Green Bay.
11. ↑  Seattle échange sa sélection de premier tour (30) avec New York contre des sélections de deuxième (37), quatrième (132) et cinquième tours (142) de New York.
12. ↑  Les Rams de Los Angeles échangent leurs sélections des premier et sixième tours (31 et 203) avec Atlanta en échange des sélections des deuxième et troisième tours d'Atlanta (45 et 79)

### 2etour
| Choix | Équipe                             | Joueur                | Poste | Équipe universitaire            | Notes                              |
| ----- | ---------------------------------- | --------------------- | ----- | ------------------------------- | ---------------------------------- |
| 33    | Cardinals de l'Arizona             | Byron Murphy Jr. †    | CB    | Huskies de Washington           |                                    |
| 34    | Colts d'Indianapolis               | Rock Ya-sin           | CB    | Owls de Temple                  | Jets → Colts,                      |
| 35    | Jaguars de Jacksonville            | Jawaan Taylor         | OT    | Gators de la Floride            | Raiders → Jaguars,                 |
| 36    | 49ers de San Francisco             | Deebo Samuel †        | WR    | Gamecocks de la Caroline du Sud |                                    |
| 37    | Panthers de la Caroline            | Greg Little           | OT    | Rebels d'Ole Miss               | Giants → Seahawks → Panthers,      |
| 38    | Bills de Buffalo                   | Cody Ford             | OT    | Sooners de l'Oklahoma           | Jaguars → Raiders, → Bills,        |
| 39    | Buccaneers de Tampa Bay            | Sean Bunting          | CB    | Chippewas de Central Michigan   |                                    |
| 40    | Raiders d'Oakland                  | Trayvon Mullen        | CB    | Tigers de Clemson               | Bills → Raiders,                   |
| 41    | Broncos de Denver                  | Dalton Risner         | OT    | Wildcats de Kansas State        |                                    |
| 42    | Broncos de Denver                  | Drew Lock             | QB    | Tigers du Missouri              | Bengals → Broncos,                 |
| 43    | Lions de Détroit                   | Jahlani Tavai         | LB    | Rainbow Warriors d'Hawaï        |                                    |
| 44    | Packers de Green Bay               | Elgton Jenkins †      | C     | Bulldogs de Mississippi State   |                                    |
| 45    | Patriots de la Nouvelle-Angleterre | JoeJaun Williams      | CB    | Commodores de Vanderbilt        | Falcons → Rams → Patriots,         |
| 46    | Browns de Cleveland                | Greedy Williams       | CB    | Tigers de LSU                   | Redskins → Colts → Browns,         |
| 47    | Seahawks de Seattle                | Marquise Blair        | S     | Utes de l'Utah                  | Panthers → Seahawks                |
| 48    | Saints de La Nouvelle-Orléans      | Erik McCoy †          | C     | Aggies de Texas A&M             | Dolphins → Saints,                 |
| 49    | Colts d'Indianapolis               | Ben Banoqu            | DE    | Horned Frogs de TCU             | Browns → Colts                     |
| 50    | Vikings du Minnesota               | Irv Smith Jr.         | TE    | Crimson Tide de l'Alabama       |                                    |
| 51    | Titans du Tennessee                | A. J. Brown †         | WR    | Rebels d'Ole Miss               |                                    |
| 52    | Bengals de Cincinnati              | Drew Sample           | TE    | Huskies de Washington           | Steelers → Broncos → Bengals       |
| 53    | Eagles de Philadelphie             | Miles Sanders †       | RB    | Nittany Lions de Penn State     | Ravens → Eagles,                   |
| 54    | Texans de Houston                  | Lonnie Johnson        | CB    | Wildcats du Kentucky            | Seahawks → Texans,                 |
| 55    | Texans de Houston                  | Max Scharping         | OT    | Huskies de Northern Illinois    |                                    |
| 56    | Chiefs de Kansas City              | Mecole Hardman †      | WR    | Bulldogs de la Géorgie          | Bears → Patriots, → Rams → Chiefs, |
| 57    | Eagles de Philadelphie             | J.J. Arcega-Whiteside | WR    | Cardinal de Stanford            |                                    |
| 58    | Cowboys de Dallas                  | Trysten Hill          | DT    | Knights d'UCF                   |                                    |
| 59    | Colts d'Indianapolis               | Parris Campbell       | WR    | Buckeyes d'Ohio State           |                                    |
| 60    | Chargers de San Diego              | Nasir Adderley        | S     | Fightin' Blue Hens du Delaware  |                                    |
| 61    | Rams de Los Angeles                | Taylor Rapp           | S     | Huskies de Washington           | Chiefs → Rams                      |
| 62    | Cardinals de l'Arizona             | Andy Isabella         | WR    | Minutemen d'UMass               | Saints → Dolphins → Cardinals,     |
| 63    | Chiefs de Kansas City              | Juan Thornhill        | S     | Cavaliers de la Virginie        | Rams → Chiefs                      |
| 64    | Seahawks de Seattle                | DK Metcalf †          | WR    | Rebels d'Ole Miss               | Patriots → Seahawks,               |

1. ↑  Colonne réservée aux échanges de choix de draft.
2. ↑  Les Jets ont échangé leur sélection de deuxième tour 2019 (34), ainsi que leurs sélections de premier et deuxième tour de 2018 (6, 37 et 49) avec Indianapolis en échange de la sélection de premier tour d'Indianapolis en 2018.
3. 1 2  Les Raiders d'Oakland échangent leurs sélections des deuxième, cinquième et septième tours (35, 140 et 235) avec Jacksonville en échange des sélections des deuxième et quatrième tours de Jacksonville (38 et 109).
4. 1 2  Les Seahawks de Seattle échangent leurs sélections de deuxième tour (37) contre les choix de deuxième et troisième tours des Panthers (47 et 77).
5. 1 2  Les Bills de Buffalo échangent leurs sélections de deuxième et quatrième tours (40 et 158) contre le choix de deuxième des Raiders (38).
6. 1 2  Les Broncos de Denver échangent leurs sélections de deuxième, quatrième et sixième tours (52, 125 et 182) contre le choix de deuxième des Bengals (42).
7. ↑  voir choix #31
8. 1 2  Les Patriots de la Nouvelle-Angleterre échangent leurs sélections de deuxième et troisième tours (56 et 101) contre le choix de deuxième des Rams (45).
9. ↑  voir choix #26
10. 1 2  Les Browns de Cleveland échangent leurs sélections de deuxième et quatrième tours (49 et 144) contre les choix de deuxième des Colts (46).
11. 1 2  Les Saints de La Nouvelle-Orléans échangent leurs sélections de deuxième et sixième tours (62 et 202) ainsi qu'un choix de second tour de 2020 contre les choix de deuxième et quatrième des Dolphins (48 et 116).
12. ↑  Baltimore échange une sélection de deuxième tour (53) ainsi que des sélections de deuxième et quatrième tours de 2018 (52 et 125) à Philadelphie en échange des sélections des premier et quatrième tours de Philadelphie 2018 (32 et 132)
13. ↑  Seattle échange une sélection de deuxième tour (54) ainsi qu'une sélection de troisième tour de 2018 (80) avec Houston en échange de la sélection de cinquième tour de Houston (141) et de l'offensive tackle Duane Brown. À l'origine, cet échange inclut le cornerback Jeremy Lane, mais est révisé après l'échec de Lane aux test physiques.
14. ↑  Chicago échange une sélection de deuxième tour (56) ainsi qu'une sélection de quatrième tour de 2018 (105) avec la Nouvelle-Angleterre en échange de la sélection de deuxième tour de la Nouvelle-Angleterre 2018 précédemment acquise de Détroit (51)
15. 1 2 3  Les Chiefs de Kansas City échangent leurs sélections de deuxième et cinquième tours (61 et 167) contre le choix de deuxième des Rams (56).
16. ↑  Les Cardinals de l'Arizona échangent Josh Rosen et un futur choix de cinquième tour de la draft 2020 contre le choix de deuxième des Dolphins (62).
17. ↑  Les Seahawks de Seattle échangent leurs choix de troisième et quatrième tours (77 et 118) contre le choix de deuxième des Patriots (64).

### 3etour
| Choix | Équipe                             | Joueur             | Poste | Équipe universitaire                    | Notes                               |
| ----- | ---------------------------------- | ------------------ | ----- | --------------------------------------- | ----------------------------------- |
| 65    | Cardinals de l'Arizona             | Zach Allen         | DE    | Eagles de Boston College                |                                     |
| 66    | Steelers de Pittsburgh             | Diontae Johnson †  | WR    | Rockets de Toledo                       |                                     |
| 67    | 49ers de San Francisco             | Jalen Hurd         | WR    | Bears de Baylor                         |                                     |
| 68    | Jets de New York                   | Jachai Polite      | DE    | Gators de la Floride                    |                                     |
| 69    | Jaguars de Jacksonville            | Josh Oliver        | TE    | Spartans de San Jose State              |                                     |
| 70    | Rams de Los Angeles                | Darrell Henderson  | RB    | Tigers de Memphis                       | Buccaneers → Rams                   |
| 71    | Broncos de Denver                  | Dre'mont Jones     | DT    | Buckeyes d'Ohio State                   |                                     |
| 72    | Bengals de Cincinnati              | Germaine Pratt     | LB    | Wolfpack de North Carolina State        |                                     |
| 73    | Bears de Chicago                   | David Montgomery   | RB    | Cyclones d'Iowa State                   | Lions → Patriots → Bears            |
| 74    | Bills de Buffalo                   | Devin Singletary   | RB    | Owls de Florida Atlantic                |                                     |
| 75    | Packers de Green Bay               | Jace Sternberger   | TE    | Aggies de Texas A&M                     |                                     |
| 76    | Redskins de Washington             | Terry McLaurin †   | WR    | Buckeyes d'Ohio State                   |                                     |
| 77    | Patriots de la Nouvelle-Angleterre | Chase Winovich     | DE    | Wolverines du Michigan                  | Panthers → Seahawks → Patriots      |
| 78    | Dolphins de Miami                  | Michael Deiter     | G     | Badgers du Wisconsin                    |                                     |
| 79    | Rams de Los Angeles                | David Long         | CB    | Wolverines du Michigan                  | Falcons → Rams                      |
| 80    | Browns de Cleveland                | Sione Takitaki     | LB    | Cougars de BYU                          |                                     |
| 81    | Lions de Détroit                   | Will Harris        | S     | Eagles de Boston College                | Vikings → Lions                     |
| 82    | Titans du Tennessee                | Nate Davis         | G     | Wolfpack de North Carolina State        |                                     |
| 83    | Steelers de Pittsburgh             | Justin Layne       | CB    | Spartans de Michigan State              |                                     |
| 84    | Chiefs de Kansas City              | Khalen Saunders    | DT    | Leathernecks de Western Illinois        | Seahawks → Chiefs                   |
| 85    | Ravens de Baltimore                | Jaylon Ferguson    | DE    | Bulldogs de Louisiana Tech              |                                     |
| 86    | Texans de Houston                  | Kahale Warring     | TE    | Aztecs de San Diego State               |                                     |
| 87    | Patriots de la Nouvelle-Angleterre | Damien Harris      | RB    | Crimson Tide de l'Alabama               | Bears → Patriots                    |
| 88    | Seahawks de Seattle                | Cody Barton        | LB    | Utes de l'Utah                          | Eagles → Lions → Vikings → Seahawks |
| 89    | Colts d'Indianapolis               | Bobby Okereke      | LB    | Cardinal de Stanford                    |                                     |
| 90    | Cowboys de Dallas                  | Connor McGovern    | G     | Nittany Lions de Penn State             |                                     |
| 91    | Chargers de San Diego              | Trey Pipkins       | OT    | Cougars de Sioux Falls                  |                                     |
| 92    | Jets de New York                   | Chuma Edoga        | OT    | Gamecocks de la Caroline du Sud         | Chiefs → Seahawks → Vikings → Jets  |
| 93    | Ravens de Baltimore                | Miles Boykin       | WR    | Fighting Irish de Notre Dame            | Saints → Jets → Vikings → Ravens    |
| 94    | Buccaneers de Tampa Bay            | Jamel Dean         | CB    | Tigers d'Auburn                         |                                     |
| 95    | Giants de New York                 | Oshane Ximines     | DE    | Monarchs d'Old Dominion                 | Patriots → Browns → Giants          |
| 96**  | Bills de Buffalo                   | Dawson Knox †      | TE    | Rebels d'Ole Miss                       | Redskins → Bills                    |
| 97**  | Rams de Los Angeles                | Bobby Evans        | OT    | Sooners de l'Oklahoma                   | Patriots → Rams                     |
| 98**  | Jaguars de Jacksonville            | Quincy Williams    | LB    | Racers de Murray State                  | Rams → Jaguars                      |
| 99**  | Buccaneers de Tampa Bay            | Mike Edwards       | S     | Wildcats du Kentucky                    | Rams → Buccaneers                   |
| 100** | Panthers de la Caroline            | Will Grier         | QB    | Mountaineers de la Virginie-Occidentale |                                     |
| 101** | Patriots de la Nouvelle-Angleterre | Yodny Cajuste      | OT    | Mountaineers de la Virginie-Occidentale | Patriots → Rams → Patriots          |
| 102** | Vikings du Minnesota               | Alexander Mattison | RB    | Broncos de Boise State                  | Ravens → Vikings                    |

** : choix de compensation
1. ↑  Colonne réservée aux échanges de choix de draft.
2. 1 2  Les Bears de Chicago échangent leurs sélections de troisième et cinquième tours (87 et 162) ainsi qu'un futur choix de cinquième tour de la draft 2020 contre les choix de troisième tour des Patriots (73).

### Joueurs notables sélectionnés dans les tours suivants
| Choix | Équipe                             | Joueur              | Poste         | Équipe universitaire             | Notes                       |
| ----- | ---------------------------------- | ------------------- | ------------- | -------------------------------- | --------------------------- |
| 106   | Raiders d'Oakland                  | Maxx Crosby †       | Defensive end | Eagles d'Eastern Michigan        |                             |
| 108   | Giants de New York                 | Julian Love †       | Cornerback    | Fighting Irish de Notre Dame     |                             |
| 128   | Cowboys de Dallas                  | Tony Pollard †      | Running back  | Tigers de Memphis                |                             |
| 145   | Buccaneers de Tampa Bay            | Matt Gay †          | Kicker        | Utes de l'Utah                   |                             |
| 149   | Raiders d'Oakland                  | Hunter Renfrow †    | Wide receiver | Tigers de Clemson                | Bengals → Cowboys → Raiders |
| 151   | Dolphins de Miami                  | Andrew Van Ginkel † | Linebacker    | Badgers du Wisconsin             |                             |
| 163   | Patriots de la Nouvelle-Angleterre | Jake Bailey †       | Punter        | Cardinal de Stanford             | Eagles → Patriots           |
| 178   | Jaguars de Jacksonville            | Gardner Minshew †   | Quarterback   | Cougars de Washington State      |                             |
| ND    | Chiefs de Kansas City              | Jack Fox †          | Punter        | Owls de Rice                     |                             |
| ND    | Saints de La Nouvelle-Orléans      | Deonte Harris †     | Wide receiver | Greyhounds d'Assumption (en)     |                             |
| ND    | Raiders d'Oakland                  | Alec Ingold †       | Fullback      | Badgers du Wisconsin             |                             |
| ND    | Raiders d'Oakland                  | A. J. Cole †        | Punter        | Wolfpack de North Carolina State |                             |
| ND    | Cowboys de Dallas                  | KaVontae Turpin †   | Wide receiver | Horned Frogs de TCU              |                             |